# كيرن كينتيش
كيرن كينتيش (بالإنجليزية: Kieran Kentish)‏ هو لاعب كرة قدم بريطاني في مركز الدفاع، ولد في 29 أغسطس 1987 في ذا فالي في المملكة المتحدة. شارك مع منتخب أنغويلا لكرة القدم. أما مع النوادي، فقد لعب مع John Brown Golden Eagles men's soccer ‏.

## وصلات خارجية
- كيرن كينتيش على موقع الاتحاد الدولي (مؤرشف)  (الإنجليزية)
- كيرن كينتيش على موقع قاعدة بيانات كرة القدم.إي يو (الإنجليزية)
- كيرن كينتيش على موقع ناشيونال فوتبول تيمز (الإنجليزية)
- كيرن كينتيش على موقع Soccerway.com (الإنجليزية)